# Lacinipolia conspersa
Lacinipolia conspersa är en fjärilsart som beskrevs av Max Wilhelm Karl Draudt 1924. Lacinipolia conspersa ingår i släktet Lacinipolia och familjen nattflyn. Inga underarter finns listade i Catalogue of Life.